# Jean-Pierre Gury
Jean-Pierre Gury (* 23. Januar 1801 in Mailleroncourt (Département Haute-Saône); † 18. April 1866 in Mercœur (Haute-Loire)) war ein französischer katholischer Moraltheologe.

## Leben
Jean-Pierre Gury trat im August 1824 in den Jesuitenorden ein, studierte von 1828 bis 1832 in Rom Theologie, wurde 1833 Professor der Moral am Jesuitenkollegium in Vals bei Le Puy, 1847 im Collegium Romanum zu Rom. 1848 durch die Revolution aus Rom vertrieben, kehrte er nach Vals zurück. Dort wirkte er bis zu seinem Tod 1866 nicht nur als Lehrer der Moral, sondern besonders auch durch praktische Seelsorge, durch Katechesen und Missionen unter der armen Gebirgsbevölkerung.
Seinen Ruf begründete Gury durch das 1850 zuerst erschienene, weitverbreitete Compendium theologiae moralis, das in 17, vom Verfasser selbst besorgten Auflagen erschien (beste Ausgabe von Antonio Ballerini, 6. Auflage, Rom 1882; deutsch von Wesselak, Regensburg 1868). Im Jahr 1863 folgten die Casus conscientiae (8. Auflage, Freiburg im Breisgau 1891). Das Compendium bringt das System der katholischen Sittenlehre zum Gebrauch für Geistliche bei der Beichte und Absolution. Hierbei werden die Grundsätze der Moral an einzelnen Beispielen, besonders an einzelnen Sünden, erläutert. Dies geschieht meist in der Weise, dass die Ansichten herausragender katholischer Theologen, besonders des heiligen Liguori, aufgeführt und, wo diese auseinandergehen, die beiderseitigen Gründe vorgebracht werden. Das  Werk wurde in vielen Seminaren, so in Mainz, eingeführt. Gegenüber der strengen Lehre des Jansenismus vertrat Gury entschieden den Probabilismus in der Morallehre.